# Коляєво
Коля́єво (рос. Коляево, ерз. Коляево) — присілок у складі Теньгушевського району Мордовії, Росія. Входить до складу Дачного сільського поселення.
Населення — 7 осіб (2010; 27 у 2002).
Національний склад (станом на 2002 рік):
- мордва — 100 %